# Хилдехарой (село)
Хилдехарой (чечен. Хилдехьа) — село в Итум-Калинском районе Чеченской Республики. Административный центр Хилдехаройского сельского поселения.

## География

Хилдехаройское сельское поселение на карте Итум-Калинского района

Село расположено у впадения реки Кериго в Аргун, в 12 км к юго-западу от районного центра Итум-Кали.
Ближайшие населённые пункты: на северо-востоке — Шаккалой, на востоке — Ведучи и Хачарой.

## История
В 1944 году коренное население ЧИ АССР было выселено. После восстановления ЧИ АССР чеченцам было запрещено возвращаться в свои исконные районы: Галанчожский, Шатойский и Итум-Калинский.

## Население
| 2010 |
| ---- |
| 590  |

## Достопримечательности
В ущелье Хилдехарой располагается Пкиерская башня — жилая башня, датируемая XIV—XVI веками.